# Девојке (ТВ серија)
Девојке (енгл. Girls) америчка је телевизијска серија чија је ауторка и главна глумица Лина Данам, а извршни продуцент Џад Апатоу. Серија прати четири младе жене које живе у Њујорку.
Добила је позитивне критике и бројне награде, укључујући награду Златни глобус за најбољу ТВ серију у категорији мјузикла или комедије и награду БАФТА за најбољи међународни програм.

## Радња
Серија коју је осмислила и у којој главну улогу игра Лина Данам, пружа нам комичан поглед на бројна понижења и ретке победе групе девојака у њиховим раним 20-им.

## Улоге
| Глумац          | Улога                   | Сезоне   | Сезоне   | Сезоне   | Сезоне   | Сезоне | Сезоне |
| Глумац          | Улога                   | 1.       | 2.       | 3.       | 4.       | 5.     | 6.     |
| --------------- | ----------------------- | -------- | -------- | -------- | -------- | ------ | ------ |
| Лина Данам      | Хана Хелен Хорват       | Главна   | Главна   | Главна   | Главна   | Главна | Главна |
| Алисон Вилијамс | Марни Мари Мајклс       | Главна   | Главна   | Главна   | Главна   | Главна | Главна |
| Џемајма Кирке   | Џеса Џохансон           | Главна   | Главна   | Главна   | Главна   | Главна | Главна |
| Зосија Мамет    | Шошана Шапиро           | Главна   | Главна   | Главна   | Главна   | Главна | Главна |
| Адам Драјвер    | Адам Саклер             | Главна   | Главна   | Главна   | Главна   | Главна | Главна |
| Алекс Карповски | Рејмонд „Реј” Плошански | Повратна | Главна   | Главна   | Главна   | Главна | Главна |
| Ендру Ранелс    | Елајџа Кранц            | Повратна | Повратна | Повратна | Главна   | Главна | Главна |
| Ебон Мос-Бакрак | Деси Харперин           | Н/Д      | Н/Д      | Повратна | Главна   | Главна | Главна |
| Џејк Ласи       | Фран Паркер             | Н/Д      | Н/Д      | Н/Д      | Повратна | Главна | Н/Д    |